# Al Hidd
Al Hidd (en arabe : الحد) est une ville de Bahreïn.
Le club sportif Al Hidd Sports and Cultural Club y est basé depuis 1945.
Al Hidd se trouve au sud de l'aéroport international de Bahreïn et de la ville d'Arad.